# Amphigomphus somnuki
Amphigomphus somnuki – gatunek ważki z rodziny gadziogłówkowatych (Gomphidae).